# La Iglesuela
La Iglesuela este o localitate din Spania, situată în provincia Toledo din comunitatea autonomă Castilia-La Mancha. Are o populație de 411 de locuitori.